# Река Романтиков
Река Романтиков — река на острове Хейса. Россия, Архангельская область, Приморский район, архипелаг Земля Франца-Иосифа.
Берёт начало на юге острова Хейса и течёт на северо-запад. В центральной части острова принимает слева безымянный приток и «прорезает» дайку 15-метровой высоты. Далее река продолжает течение на север, принимая многочисленные малые притоки.
У устья водоток проходит по галечникам, здесь река Романтиков делится на три рукава и впадает в пролив Ермак Баренцева моря.
Долина реки на западе ограничена ледяным куполом Гидрографов, подпитывающим её талыми водами. Там же в бассейне реки находится ряд подпёртых ледником озёр.